# Breed klokje
Het breed klokje (Campanula latifolia) is een overblijvende plant die behoort tot de klokjesfamilie (Campanulaceae). De plant komt van nature voor in Eurazië en is in Nederland vanuit stinsentuinen verwilderd. De plant wordt ook in de siertuin gebruikt. In Nederland is de plant vanaf 1 januari 2017 niet meer wettelijk beschermd.
De plant wordt 60-90 cm hoog, vormt een dikke, knolachtige wortelstok en heeft een stevige, stompkantige stengel. De stengel kan kaal of zachtbehaard zijn. De bladeren zijn zachtbehaard. De onderste bladeren zijn eirond tot langwerpig en hebben een gevleugelde bladsteel. De bovenste bladeren zijn zittend.
Het breed klokje bloeit in juni en juli met lichtviolette, maar soms met witte bloemen. De bloemkroon is 40-55 mm lang en de bloembuis is van binnen onbehaard. De kelkslippen zijn eirond tot lancetvormig. De bloeiwijze is een tros.
De knikkende vrucht is een doosvrucht met strooigaatjes waar de zaden door vrijkomen.
De plant komt voor op vochtige, beschaduwde gronden.